# David Davies
David Michael Rhys Davies (Cardiff, 3 marzo 1985) è un nuotatore britannico.
Ha vinto la medaglia di bronzo nei 1500 m stile libero all'Olimpiade di Atene 2004 e la medaglia d'argento nella maratona 10 km all'Olimpiade di Pechino 2008.

## Palmarès
- Olimpiadi

Atene 2004: bronzo nei 1500m sl.
Pechino 2008: argento nei 10km.
- Mondiali

Montreal 2005: bronzo nei 1500m sl.
Melbourne 2007: bronzo nei 1500m sl.
- Mondiali in vasca corta

Manchester 2008: argento nei 1500m sl.
- Mondiali in acque libere

Siviglia 2008: argento nei 10km.
- Europei

Eindhoven 2008: argento nei 1500m sl.
- Europei in vasca corta

Riesa 2002: argento nei 1500m sl.
Vienna 2004: argento nei 1500m sl.
Trieste 2005: argento nei 1500m sl.
- Giochi del Commonwealth

Melbourne 2006: oro nei 1500m sl e bronzo nei 400m sl.
- Europei giovanili

Linz 2002: argento nei 400m sl e bronzo nella 4x200m sl.
Glasgow 2003: oro nei 1500m sl, argento nei 200m sl e bronzo nei 400m sl.